# Dachhiri Sherpa
Dachhiri Sherpa (11 maart 1969) is een Nepalees berg- en ultramarathonloper. Hij won de Ultra Trail du Mont Blanc in 2003 en werd in 2004 tweede.
Hij kreeg bekendheid door in 2006 als enige deelnemer van zijn land deel te nemen aan de Winterspelen. Hierbij behaalde hij bij het 15 km langlaufen een 94e plaats van de 99 deelnemers in een tijd van 56.46,1. Ook op de Spelen van 2010 en 2014 was hij de enige vertegenwoordiger van zijn vaderland, beide keren kwam hij weer uit op de 15 km. In 2010 eindigde hij als 92e in 2014 als 86e. Op alle drie de edities was hij vlagdrager bij de opening, bij de laatste twee ook bij de sluiting. Hij staat ook bekend als bergbeklimmer die de Mount Everest beklom.